# 鱒魚五重奏
A大調鋼琴五重奏，目錄第667號，是奧地利作曲家弗朗茨·舒伯特所寫成的作品，亦是他一生唯一的一首鋼琴五重奏樂曲。这部作品以其別名《鱒魚五重奏》（英語：The Trout Quintet）更為人所知，其中第四樂章的变奏曲主題，正是取自舒伯特於1817年創作的同名歌曲《鱒魚》（目錄第550號）。

## 背景
《鱒魚》原本是由18世紀德國詩人舒伯特所作的一首詩。舒伯特因政治因素而遭囚禁，在牢獄生活中對自由的渴望，而作了鱒魚這首詩。舒伯特將這首詩譜成歌曲《鱒魚》，再將之變奏譜寫成五重奏的第四樂章。《鱒魚》五重奏全曲於1819年完成，當時舒伯特只有22歲，受富有的奧地利贊助商兼業餘大提琴家西尔维斯特·保姆加特纳（Sylvester Paumgartner）所委約創作。

### 出版
此曲在1829年，即舒伯特去世后一年才出版。如按出版次序而排列，這首作品可編號为作品114（Op. 114），不過這一用法今時已少有使用，而改以德意許目錄的編號為準。

## 分析
《鱒魚》五重奏的樂器組合是獨樹一格的：鋼琴、低音提琴、大提琴、中提琴及小提琴。其中，低音提琴甚少作為室樂作品的樂器，但舒伯特卻以它取代了慣常的第二小提琴手。
全曲分為五個樂章：
- 第一樂章：活潑的快板（Allegro vivace），典型的奏鳴曲式結構。

- 第二樂章：行板（Andante）
- 第三樂章：詼諧曲，急板（Presto）
- 第四樂章：主題及變奏曲，小行板（Andantino）－稍快板（Allegretto）
- 第五樂章：絕對的快板（Allegro Giusto）

## 其它
- 本曲曾被選入中華民國的小學音樂課本，以及人民音乐出版社的《音乐鉴赏》课本中。
- 英國的電視台的情景喜剧《等待上帝》（Waiting for God ）使用了《鱒魚五重奏》第五樂章開端的音樂作為其主題音樂。
- 美国电影中莫里亚蒂教授在片中演唱《鳟鱼》。
- 歌手梁靜茹歌曲《暖暖》中《鱒魚》的旋律出現於序奏、間奏、尾奏。

## 外部連結
- 《鳟鱼五重奏》：国际乐谱典藏计划上的乐谱
- 鱒魚鋼琴與弦樂五重奏